# Tito Livio Cianchettini
Tito Livio Facondo Cianchettini (Monte San Giusto, 20 aprile 1821 – Roma, 31 gennaio 1900) è stato un giornalista italiano.

## Biografia
Tito Livio Cianchettini fu una figura molto singolare di pensatore e giornalista. Da Monte San Giusto, nelle Marche, dove era nato nel 1821, aveva girovagato per l'Italia dedicandosi soprattutto alla vendita di libri (narrativa e classici popolari) e di fogli composti da sé, e infine si era stabilito a Roma dove, lavorò soprattutto come venditore di libri e di giornali. Con l'unità d'Italia si trasferì a Pavia dove lavorò come portinaio in una caserma e investì tutti i suoi risparmi per fondare nel 1869 «Il travaso delle idee», un settimanale umoristico scritto quasi completamente da lui, e di cui era anche editore, stampatore e revisore. Il motto del giornale era: "Accidenti ai capezzatori", dove per "capezzatori" intendeva gli appartenenti alle classi dirigenti i quali tentavano di imporre la "capezza" (cavezza) al popolo alla stregua di "una bestia da soma". Cianchettini, che si definiva «fustigatore di costumi, riparatore dei torti, risvegliatore di coscienze, ammonitore di soprusi, estremo combattente di ogni perpetrabile ingiustizia», affrontava spesso temi sociali utilizzando un linguaggio talora violento, per cui ebbe talora problemi con la giustizia.
Cesare Lombroso giudicò Cianchettini un «mattoide», ossia un tribuno stravagante ma con tratti di genio, come si evinceva, secondo Lombroso, dall'eccessivo altruismo (manteneva la sorella sordomuta), dalla laboriosità esagerata, dalla tenacia con cui professava le proprie convinzioni e dalla megalomania (Cianchettini si paragona a Galileo e a Gesù Cristo).
Poco tempo prima della morte di Cianchettini, alla fine del 1899 Filiberto Scarpelli e soci acquistarono la testata de Il travaso delle idee il quale mantenne, immediatamente sotto il titolo, il motto del Cianchettini ("Accidenti ai capezzatori"). Lo stesso Scarpelli continuò a firmare anche col nome del Cianchettini.